# Jules Renkin
Jules Laurent Jean Louis Renkin (Elsene, 3 december 1862 - Brussel, 15 juli 1934) was een Belgisch katholiek politicus.

## Levensloop
Renkin promoveerde in 1884 tot doctor in de rechten aan de Katholieke Universiteit Leuven en vestigde zich als advocaat. 
In 1891 werd hij medeoprichter van L'Avenir Social: journal démocratique catholique. Hij werd in 1895 gemeenteraadslid van Elsene en vervulde dit mandaat tot in 1907.
In juli 1896 werd hij verkozen tot lid van de Kamer van volksvertegenwoordigers voor het arrondissement Brussel voor de Katholieke Partij en vervulde dit mandaat tot aan zijn dood in 1934. Voor de Eerste Wereldoorlog was Renkin een mandataris van de christelijke arbeidersbeweging en gold hij als christendemocratisch politicus, maar nadien evolueerde hij in conservatieve richting. In 1925 was hij zelfs tegenstander van een regering van christendemocraten en socialisten, geleid door Prosper Poullet.
Hij was achtereenvolgens van 1907 tot 1908 minister van Justitie, van 1908 tot 1918 minister van Koloniën, van 1918 tot 1919 minister van Spoorwegen en PTT en van 1919 tot 1920 minister van Binnenlandse Zaken. Van 6 juni 1931 tot 22 oktober 1932 was hij eerste minister, van 1931 tot 1932 minister van Binnenlandse Zaken en Volksgezondheid en in 1932 korte tijd minister van Financiën.
Hoewel Renkin eerder een tegenstander van de Vlaamse Beweging was. Toch was hij in 1908 een van de initiatiefnemers van de wet die het gebruik van het Nederlands in het Brabantse Hof van Assisen en verdedigde hij in 1920 de eis tot vernederlandsing van de Rijksuniversiteit Gent.
Tijdens zijn premierschap leidde hij twee katholiek-liberale regeringen. Er kwam in 1932 onder andere een nieuwe taalwetgeving tot stand die belangrijk was voor de administratie en het onderwijs. Zijn regeringen hielden niet lang stand door de aanzwellende economische crisis. 
In mei 1933 werd Renkin verkozen tot voorzitter van het Katholiek Verbond van België. In mei 1934 nam hij wegens ziekte ontslag uit die functie, waarna Prosper Poullet een maand later werd verkozen tot zijn opvolger. Renkin overleed in juli 1934.
Renkin werd in 1920 tot minister van Staat benoemd.

## Eretekens
Zoals vermeld op zijn overlijdensbericht.
- België: Minister van Staat
- België: Grootlint in de Leopoldsorde
- België: Grootlint in de Orde van de Afrikaanse Ster
- België: Grootkruis in de  Kroonorde
- Spanje: Grookruis met Keten in de Orde van Isabella de Katholieke
- Verenigd Koninkrijk: Ridder Grootkruis in de Orde van het Britse Rijk
- Frankrijk: Grootkruis Legioen van Eer
- Vaticaanstad: Grootkruis Orde van Sint-Gregorius de Grote

## Publicaties
- La limitation légale de la journée de travail, Brussel, 1891.
- Le Mouvement démocratique chrétien, Brussel, 1894.
- Anvers. Installations maritimes et système défensif, Brussel, 1905.
- L'étude de la religion et de la politique, Brussel, 1906.
- La question de l'annexion du Congo, 1908.
- Le gouvernement de Sainte-Adresse, in: The Times, 9 april 1920.
- Le problème des langues en Belgique, 1927.